# Sommer-Universiade 1967/Leichtathletik
Die Leichtathletik-Wettbewerbe der Sommer-Universiade 1967 fanden vom 30. August bis zum 4. September im Nationalstadion in der japanischen Hauptstadt Tokio statt. Bei dieser fünften Austragung kam erstmals der 400-Meter-Lauf für Frauen ins Programm und bei den Herren wurden Bewerbe im 10.000-Meter-Lauf und im Hindernislauf eingeführt, womit Medaillen in 33 Bewerben vergeben wurden. Erfolgreichste Nation wurde erstmals das Team aus Westdeutschland.

## Ergebnisse Frauen

### 100 m
| Platz | Athletin          | Land | Zeit (s) |
| ----- | ----------------- | ---- | -------- |
| 1     | Barbara Ferrell   | USA  | 11,6     |
| 2     | Gabrielle Meyer   | FRA  | 11,7     |
| 3     | Gerlind Beyrichen | FRG  | 12,1     |
| 4     | Jannette Champion | GBR  | 12,1     |
| 5     | Miho Satō         | JPN  | 12,2     |
| 6     | Ritsuko Sukegawa  | JPN  | 12,2     |
| 7     | Angela Birch      | GBR  | 12,4     |
| 8     | Marlies Fünfstück | FRG  | 12,4     |

Finale: 31. August
Wind: −0,3 m/s

### 200 m
| Platz | Athletin            | Land | Zeit (s) |
| ----- | ------------------- | ---- | -------- |
| 1     | Gabrielle Meyer     | FRA  | 23,8     |
| 2     | Barbara Ferrell     | USA  | 23,9     |
| 3     | Jannette Champion   | GBR  | 24,7     |
| 4     | Michèle Alayrangues | FRA  | 24,9     |

### 400 m
| Platz | Athletin               | Land | Zeit (s) |
| ----- | ---------------------- | ---- | -------- |
| 1     | Elisabeth Östberg      | SWE  | 55,4     |
| 2     | Gabriele Grossekettler | FRG  | 56,0     |
| 3     | Biruta Vilmanis        | AUS  | 56,5     |

### 800 m
| Platz | Athletin          | Land | Zeit (min) |
| ----- | ----------------- | ---- | ---------- |
| 1     | Madeline Manning  | USA  | 2:06,8     |
| 2     | Abby Hoffman      | CAN  | 2:08,5     |
| 3     | Elisabeth Östberg | SWE  | 2:08,9     |

### 80 m Hürden
| Platz | Athletin        | Land | Zeit (s) |
| ----- | --------------- | ---- | -------- |
| 1     | Françoise Masse | FRA  | 11,3     |
| 2     | Sheila Garnett  | GBR  | 11,3     |
| 3     | Ayako Natsume   | JPN  | 11,3     |

### 4 × 100 m Staffel
| Platz | Land           | Athletinnen                                                           | Zeit (s) |
| ----- | -------------- | --------------------------------------------------------------------- | -------- |
| 1     | Frankreich     | Anne-Marie Grosse Françoise Masse Michèle Alayrangues Gabrielle Meyer | 46,5     |
| 2     | Japan          |                                                                       | 46,5     |
| 3     | BR Deutschland |                                                                       | 46,8     |

### Hochsprung
| Platz | Athletin                      | Land | Höhe (m) |
| ----- | ----------------------------- | ---- | -------- |
| 1     | Mami Takeda                   | JPN  | 1,68     |
| 2     | Linda Knowles                 | GBR  | 1,68     |
| 3     | Liese Prokop                  | AUT  | 1,68     |
| 4     |                               |      |          |
| 5     |                               |      |          |
| 6     |                               |      |          |
| 7     | Liliane de Loynes de Fumichon | FRA  | 1,55     |

### Weitsprung
| Platz | Athletin          | Land | Weite (m) |
| ----- | ----------------- | ---- | --------- |
| 1     | Sheila Parkin     | GBR  | 6,32      |
| 2     | Bärbel Palmié     | FRG  | 6,17      |
| 3     | Anne-Marie Grosse | FRA  | 5,96      |

### Kugelstoßen
| Platz | Athletin           | Land | Weite (m) |
| ----- | ------------------ | ---- | --------- |
| 1     | Liesel Westermann  | FRG  | 15,30     |
| 2     | Ryoko Sugiyama     | JPN  | 15,04     |
| 3     | Brigitte Berendonk | FRG  | 14,36     |

### Diskuswurf
| Platz | Athletin           | Land | Weite (m) |
| ----- | ------------------ | ---- | --------- |
| 1     | Liesel Westermann  | FRG  | 59,22 UR  |
| 2     | Brigitte Berendonk | FRG  | 53,16     |
| 3     | Iris Malnig        | AUT  | 46,16     |

### Speerwurf
| Platz | Athletin      | Land | Weite (m) |
| ----- | ------------- | ---- | --------- |
| 1     | RaNae Bair    | USA  | 52,98     |
| 2     | Sakiko Hara   | JPN  | 48,38     |
| 3     | Michèle Demys | FRA  | 48,20     |

### Fünfkampf
| Platz | Athletin        | Land | Punkte |
| ----- | --------------- | ---- | ------ |
| 1     | Liese Prokop    | AUT  | 4465   |
| 2     | Michiko Okamoto | JPN  | 4355   |
| 3     | Pirkko Heikkilä | FIN  | 4274   |

## Ergebnisse Männer

### 100 m
| Platz | Athlet              | Land | Zeit (s) |
| ----- | ------------------- | ---- | -------- |
| 1     | Gaoussou Koné       | CIV  | 10,4     |
| 2     | Tommie Smith        | USA  | 10,5     |
| 3     | Ito Giani           | ITA  | 10,7     |
| 4     | Greg Lewis          | AUS  | 10,7     |
| 5     | Ennio Preatoni      | ITA  | 10,7     |
| 6     | Menzies Campbell    | GBR  | 10,8     |
| 7     | Junji Ishikawa      | JPN  | 10,8     |
| 8     | Patrick Bourbeillon | FRA  | 10,8     |

Finale: 31. August
Wind: −0,4 m/s

### 200 m
| Platz | Athlet              | Land | Zeit (s) |
| ----- | ------------------- | ---- | -------- |
| 1     | Tommie Smith        | USA  | 20,7 UR  |
| 2     | Menzies Campbell    | GBR  | 21,2     |
| 3     | Ito Giani           | ITA  | 21,3     |
| 4     |                     |      |          |
| 5     |                     |      |          |
| 6     |                     |      |          |
| 7     | Patrick Bourbeillon | FRA  | 21,6     |

### 400 m
| Platz | Athlet        | Land | Zeit (s) |
| ----- | ------------- | ---- | -------- |
| 1     | Ingo Röper    | FRG  | 46,0 UR  |
| 2     | Helmar Müller | FRG  | 46,6     |
| 3     | Sergio Bello  | ITA  | 46,7     |

### 800 m
| Platz | Athlet             | Land | Zeit (min) |
| ----- | ------------------ | ---- | ---------- |
| 1     | Ralph Doubell      | AUS  | 1:46,7 UR  |
| 2     | Franz-Josef Kemper | GER  | 1:46,7     |
| 3     | Bodo Tümmler       | FRG  | 1:47,8     |
| 4     |                    |      |            |
| 5     | Michel Samper      | FRA  | 1:48,5     |

### 1500 m
| Platz | Athlet           | Land | Zeit (min) |
| ----- | ---------------- | ---- | ---------- |
| 1     | Bodo Tümmler     | FRG  | 3:43,4 UR  |
| 2     | David Bailey     | CAN  | 3:43,5     |
| 3     | Gianni Del Buono | ITA  | 3:44,0     |

### 5000 m
| Platz | Athlet          | Land | Zeit (min) |
| ----- | --------------- | ---- | ---------- |
| 1     | Keisuke Sawaki  | JPN  | 14:03,8    |
| 2     | Van Nelson      | USA  | 14;05,4    |
| 3     | John Jackson    | GBR  | 14:06,6    |
| 4     |                 |      |            |
| 5     |                 |      |            |
| 6     | François Lacour | FRA  | 14:54,0    |

### 10.000 m
| Platz | Athlet          | Land | Zeit (min) |
| ----- | --------------- | ---- | ---------- |
| 1     | Keisuke Sawaki  | JPN  | 29:00,0    |
| 2     | Van Nelson      | USA  | 29:00,6    |
| 3     | Lutz Philipp    | FRG  | 29:21,4    |
| 4     |                 |      |            |
| 5     |                 |      |            |
| 6     |                 |      |            |
| 7     |                 |      |            |
| 8     | François Lacour | FRA  | 31:09,4    |

### 110 m Hürden
| Platz | Athlet          | Land | Zeit (s) |
| ----- | --------------- | ---- | -------- |
| 1     | Eddy Ottoz      | ITA  | 13,9     |
| 2     | Ron Copeland    | USA  | 14,0     |
| 3     | Pierre Schoebel | FRA  | 14,3     |

### 400 m Hürden
| Platz | Athlet        | Land | Zeit (s) |
| ----- | ------------- | ---- | -------- |
| 1     | Ron Whitney   | USA  | 49,8 UR  |
| 2     | John Sherwood | GBR  | 50,2     |
| 3     | Kiyoo Yui     | JPN  | 51,2     |

### 3000 m Hindernis
| Platz | Athlet          | Land | Zeit (min) |
| ----- | --------------- | ---- | ---------- |
| 1     | Jouko Kuha      | FIN  | 8:38,2     |
| 2     | John Jackson    | GBR  | 8:42,8     |
| 3     | Nobuyoshi Miura | JPN  | 8:52,2     |

### 4 × 100 m Staffel
| Platz | Land                   | Athleten                                                             | Zeit (s) |
| ----- | ---------------------- | -------------------------------------------------------------------- | -------- |
| 1     | Italien                | Vittorio Roscio Ennio Preatoni Ito Giani Livio Berruti               | 39,8 UR  |
| 2     | Japan                  | Naoki Abe Junji Ishikawa Y. Moriya Shinji Ogura                      | 40,2     |
| 3     | Vereinigtes Königreich | Bob Frith Menzies Campbell Mike Hauck Jim Barry                      | 40,3     |
| 4     |                        |                                                                      |          |
| 5     |                        |                                                                      |          |
| 6     | Frankreich             | Alain Vermuse Pierre Burrelier Christian Nicolau Patrick Bourbeillon | 40,8     |

### 4 × 400 m Staffel
| Platz | Land                   | Athleten                                                    | Zeit (min) |
| ----- | ---------------------- | ----------------------------------------------------------- | ---------- |
| 1     | BR Deutschland         | Werner Thiemann Rolf Krüsmann Helmar Müller Ingo Röper      | 3:06,7 UR  |
| 2     | Vereinigtes Königreich | Howard Davies Mike Hauck Menzies Campbell John Sherwood     | 3:06,7     |
| 3     | Australien             | Phillip King Ralph Doubell Greg Lewis Peter Griffith        | 3:08,4     |
| 4     | Frankreich             | Alain Hebrard Pierre Gaudry Christian Nicolau Didier Samper | 3:08,5     |

### Hochsprung
| Platz | Athlet              | Land | Höhe (m) |
| ----- | ------------------- | ---- | -------- |
| 1     | Miodrag Todosijević | YUG  | 2,05     |
| 2     | Hidehiko Tomizawa   | JPN  | 2,05     |
| 3     | Hiromasa Kinoshita  | JPN  | 2,05     |
| 4     | Guy Guezille        | FRA  | 1,95     |

### Stabhochsprung
| Platz | Athlet          | Land | Höhe (m) |
| ----- | --------------- | ---- | -------- |
| 1     | Heinfried Engel | FRG  | 5,00 =UR |
| 2     | Bob Seagren     | USA  | 4,80     |
| 3     | Alain Moreaux   | FRA  | 4,80     |

### Weitsprung
| Platz | Athlet        | Land | Weite (m) |
| ----- | ------------- | ---- | --------- |
| 1     | Naoki Abe     | JPN  | 7,71      |
| 2     | Graham Taylor | AUS  | 7,65      |
| 3     | Pertti Pousi  | FIN  | 7,57      |

### Dreisprung
| Platz | Athlet           | Land | Weite (m) |
| ----- | ---------------- | ---- | --------- |
| 1     | Michael Sauer    | FRG  | 16,07     |
| 2     | Pertti Pousi     | FIN  | 15,94     |
| 3     | Giuseppe Gentile | ITA  | 15,84     |

### Kugelstoßen
| Platz | Athlet            | Land | Weite (m) |
| ----- | ----------------- | ---- | --------- |
| 1     | Neal Steinhauer   | USA  | 19,19     |
| 2     | Traugott Glöckler | FRG  | 18,59     |
| 3     | Antero Juntto     | FIN  | 17,24     |
| 4     |                   |      |           |
| 5     |                   |      |           |
| 6     |                   |      |           |
| 7     | Jacques Lefèvre   | FRA  | 15,77     |

### Diskuswurf
| Platz | Athlet          | Land | Weite (m) |
| ----- | --------------- | ---- | --------- |
| 1     | Gary Carlsen    | USA  | 59,84 UR  |
| 2     | Hein-Direck Neu | FRG  | 55,34     |
| 3     | Neal Steinhauer | USA  | 53,16     |
| 4     |                 |      |           |
| 5     |                 |      |           |
| 6     |                 |      |           |
| 7     | Jacques Nyss    | FRA  | 50,16     |

### Hammerwurf
| Platz | Athlet              | Land | Weite (m) |
| ----- | ------------------- | ---- | --------- |
| 1     | Yoshihisa Ishida    | JPN  | 64,94     |
| 2     | Heiner Liewald      | FRG  | 62,18     |
| 3     | Shigenobu Murofushi | JPN  | 61,76     |
| 4     |                     |      |           |
| 5     |                     |      |           |
| 6     |                     |      |           |
| 7     | Claude Gallien      | FRA  | 50,10     |

### Speerwurf
| Platz | Athlet             | Land | Weite (m) |
| ----- | ------------------ | ---- | --------- |
| 1     | Dave Travis        | GBR  | 76,64     |
| 2     | Michel Pougheon    | FRA  | 70,34     |
| 3     | Hisao Yamamoto     | FRA  | 67,72     |
| 4     |                    |      |           |
| 5     | Christian Monneret | FRA  | 76,26     |

### Zehnkampf
| Platz | Athlet             | Land | Punkte  |
| ----- | ------------------ | ---- | ------- |
| 1     | Hans-Joachim Walde | FRG  | 7819 UR |
| 2     | Jörg Mattheis      | FRG  | 7486    |
| 3     | Bernard Castang    | FRA  | 7444    |